# Contes (Albert Samain)
 (août 2016).
 (août 2016).
Si vous disposez d'ouvrages ou d'articles de référence ou si vous connaissez des sites web de qualité traitant du thème abordé ici, merci de compléter l'article en donnant les références utiles à sa vérifiabilité et en les liant à la section « Notes et références ».
Pour les articles homonymes, voir Contes.
Les Contes d'Albert Samain ont été publiés en 1902 à titre posthume. 
Comme la plupart des œuvres de l'auteur, ils furent édités par la société du Mercure de France dont il fut l'un des fondateurs.

## Résumés

### Xanthis
Dans la vitrine de bibelots d’un amateur, Xanthis est une antique statuette Tanagra, « irréprochablement jolie » dont le socle indique qu’elle vient de l’île de Crissa. Elle sympathise avec un vieux marquis en porcelaine de Saxe, à la tête et au pied recollés. Il lui présente une autre statuette, un buste de musicien en marbre. Le marquis la complimente le jour, le musicien joue pour elle le soir. Elle regagne ensuite son socle par un sentier de traverse qui la fait passer devant un vilain magot.  Arrive un jour dans la vitrine un faune en terre cuite, et Xanthis passe désormais ses nuits avec lui. Une nuit, ne la voyant pas, le faune part à sa rencontre et la découvre assise et riant sur les genoux du magot. Le faune lève le poing et Xanthis se brise. Le marquis pleure tant que sa tête se décolle, le musicien tombe et se casse. Le propriétaire, devinant le coupable, revend le faune qui finit « sur le trottoir, dans l’infâme abjection des faïences anciennes de rebut, de la ferraille et des portraits de famille ».

### Divine Bontemps
Ludivine Bontemps, surnommée par abréviation Divine, est une fillette bonne, timide et réservée. À l’adolescence, elle refuse le baiser de Maurice, un ami de la famille. Quelques années plus tard, Maurice épouse Lydie, une autre amie. Divine en souffre mais Lydie décède en laissant un jeune enfant, René. Divine et Maurice se marient. Divine est enfin heureuse mais alors qu’elle est enceinte, elle perd son enfant en soignant René malade d’une fièvre typhoïde. Après la mort de Maurice, René part faire carrière aux colonies et Divine vieillit seule. « Cependant, toujours pareille à elle-même, Divine n’osait pas demander à Dieu de mourir ».

### Hyalis
Hyalis, fils d’un ægipan et d’une mortelle, vit insouciant en s’amusant avec les dryades. Il ressent toutefois le besoin de s’approcher des habitations humaines. Un jour, il aperçoit, Nyza, fille du prêtre d’Apollon, et en tombe amoureux. Associant son trouble à la mort, il demande à la magicienne Ydragone de la lui donner. Ydragone lui donne un poison, et Hyalis découvre les larmes, s’introduit dans la chambre de Nyza endormie pour mourir à ses côtés.

### Rovère et Angisèle
Rovère, fils du duc de Spolète, vit dans le luxe et les plaisirs. Il est l’amant de la comtesse Viola Madori, dont il a tué en duel le mari qui les avait surpris. Après la mort soudaine de Viola, Rovère décide de voyager pour se rétablir. Il fait naufrage et est recueilli par Angisèle, fille du roi de Courlande. Rovère est séduit par le calme et la douceur d’Angisèle. La Courlande est marquée par le malheur. Angisèle a perdu deux sœurs, Véronique, noyée, et Crucifixa, tuée par la fièvre des marais. Sa mère est morte de chagrin, sa petite sœur Fleur-de-la-Mer est devenue folle, son père vit reclus. Rovère et Angisèle s’aiment. Angisèle insiste pour que Rovère l’amène dans son pays. À leur arrivée, elle meurt étourdie de bonheur et Rovère meurt avec elle.

## Citations

### Citation de Xanthis
« Elle s’en voulait toujours de rester si tard, car il lui fallait prendre, pour regagner son socle, un sentier de traverse où se trouvait un vilain magot, coiffé d’un chapeau à clochettes, les jambes repliées sous un ventre débordant, qui, lorsqu’elle passait, se mettait à faire aller la tête de haut en bas en tirant une grande langue écarlate, et à rire avec une sorte de petit gloussement canaille ». 

### Citation de Divine Bontemps
« Une telle répugnance à livrer le secret de ses sentiments lui faisait peu à peu contracter l’habitude du renoncement ; et de cette habitude devait naître, par la suite, un goût passionné et presque barbare du sacrifice, un étrange appétit de résignation, qui l’attirait mystiquement aux tristesses, et n’était point sans comporter au reste de cruelles et raffinées voluptés ».

### Citation de Hyalis
« - Les dieux ne connaissent pas la douceur de pleurer.
- Les dieux ne connaissent point la beauté de la mort ».

### Citation de Rovère et Angisèle
« - Ne dis point de mal de ton pays, répondit Rovère ; c’est à lui, c’est à sa tristesse que ton âme doit son incomparable beauté ».

## Analyse
Les contes d’Albert Samain témoignent particulièrement de l’esthétique du symbolisme. On y retrouve nombre de thèmes chers à cette école : nature antique habitée de faunes et de nymphes, légendes médiévales et celtiques, personnages trop sensibles vouées à des amours mortifères… Le faune, du poème de Stéphane Mallarmé, est également bien présent dans l’œuvre de Samain. Le conte Xanthis transpose chez des statuettes animées un poème du recueil Aux flanc du vase, dans lequel une nymphe du même nom est surprise par un faune. Divine Bontemps révèle aussi une attention au quotidien et à l’intimité courante dans les poèmes d’Albert Samain. Sur le plan stylistique, ces contes sont écrits dans une prose artiste au lexique recherché et périodes soigneusement travaillées, qui illustre bien la préciosité de l’écriture symboliste.